# Велосипедное колесо

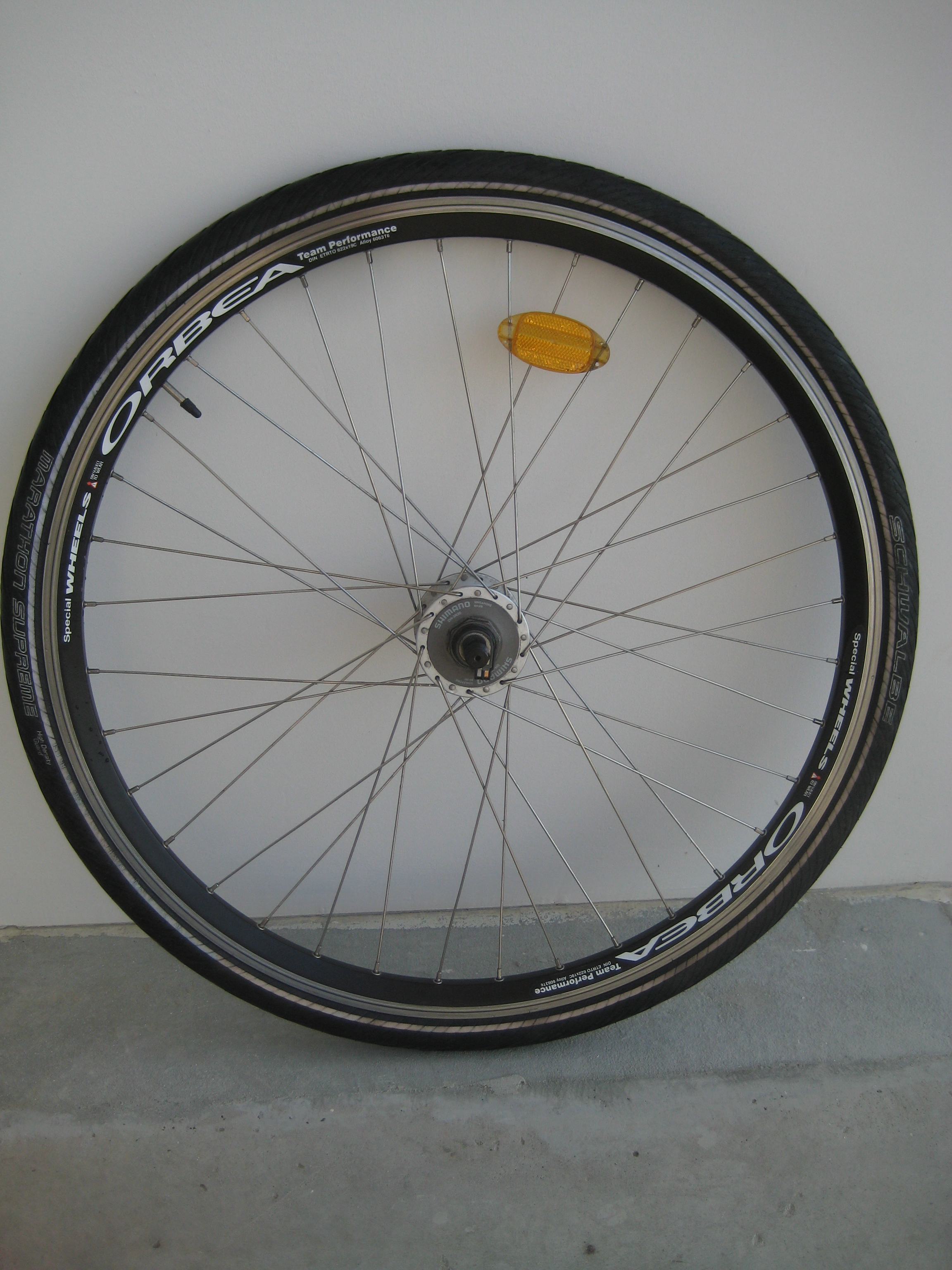
Велосипедное колесо

Велосипедное колесо — колесо, часть велосипеда, конструкция, состоящая в общем случае из втулки, спиц, ниппелей, обода, камеры и покрышки.
Современный велосипед имеет два колеса, как правило, одинакового диаметра, рулевое переднее колесо и ведущее заднее колесо, связанное с педалями передачей. Детские и специализированные велосипеды могут иметь колеса разного диаметра. На детских двухколёсных велосипедах могут устанавливаться вспомогательные колёса для облегчения обучения езде на велосипеде.

## Конструкция

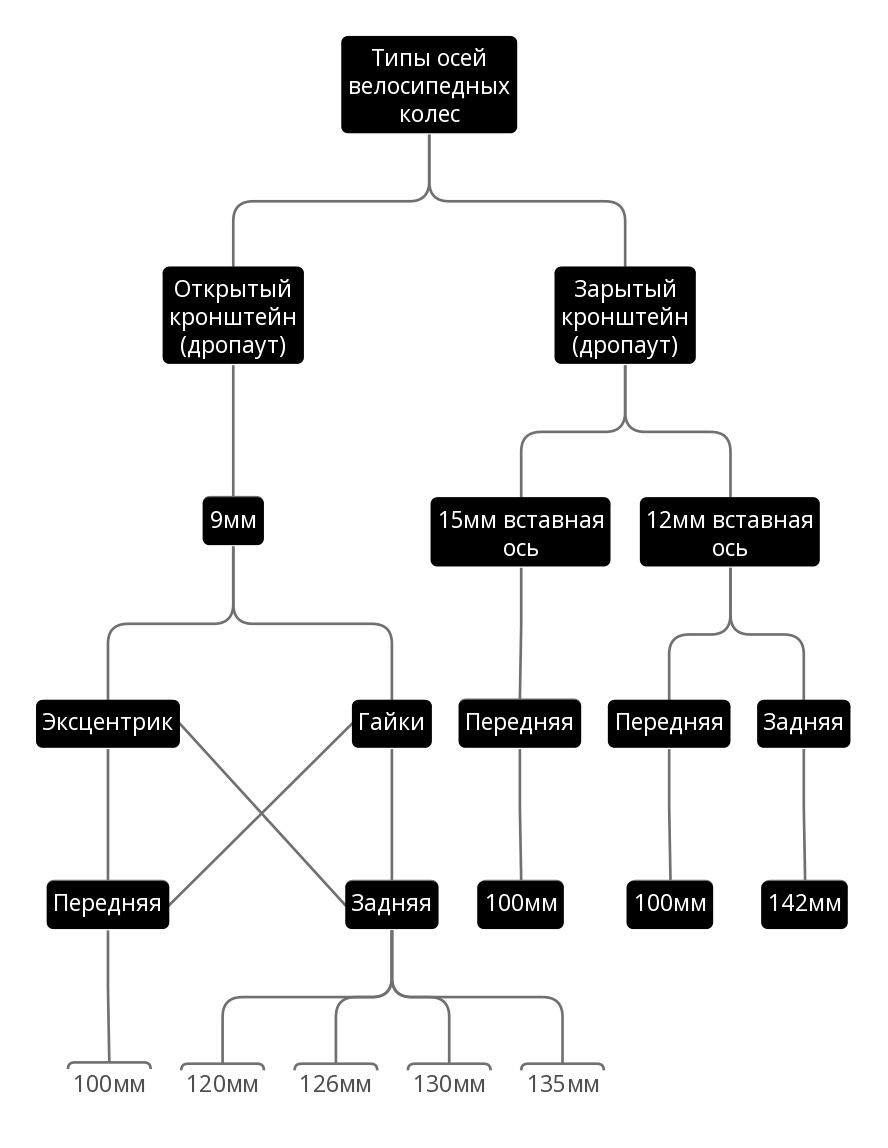
Типы осей велосипедных колес

Колесо состоит из ступицы (втулки), спиц, обода, ободной ленты (флиппер), камеры и покрышки. Также используются, но гораздо менее распространены бескамерные велосипедные шины.
Покрышка (шина) изготавливается из резины (синтетического каучука с наполнителями) или компаунда. Для жёсткости армируется тканевыми, нейлоновыми, реже металлическими или кевларовыми нитями (корд) с диагональным плетением.
Обод связан со ступицей (втулкой) натягиваемыми спицами, чаще всего 36 или 32, однако, в зависимости от диаметра и назначения колес их количество может быть от 12 до 144.
Размер велосипедного колеса (по внешнему диаметру покрышки) традиционно указывается в дюймах и бывают следующих типоразмеров: 16", 26", 27,5", 28", 29", 36". В соответствии со стандартом ISO размер колёс обозначается как посадочный диаметр обода в миллиметрах: 533, 559, 622 и т. д. Так, размеру 26", как правило, соответствует ISO 559 мм, 28" — ISO 622 мм. Следует учитывать, что при одном и том же диаметре обода наружный диаметр покрышки может и различаться: например, для 622 мм обода может подходить как 28", так и 29" покрышка. Существует и так называемая французская система размеров, по которой 28" колесо может обозначаться как 700С, где 700 — внешний диаметр шины в миллиметрах (приближённо); A, B, C, D — ширина покрышки (по возрастанию). Покрышки по диаметру и ширине обычно маркируются и в миллиметрах (по ISO), и в дюймах, например, 53-559 и 26×1,95.

### Шоссейные колеса
На дорогие спортивные велосипеды иногда устанавливаются колёса с 4—6 парами плоских углепластиковых спиц («Spinergy»), лопастные колёса (лопасти, в отличие от спиц, работают не только на растяжение, но и на сжатие, а также воспринимают боковую нагрузку) или дисковые колёса. Дисковые колёса, используемые прежде всего для триатлона, трековых и шоссейных раздельных велогонок, обладают наибольшей жёсткостью и хорошей аэродинамикой; однако их повышенная парусность создаёт проблемы при боковом ветре. По этой причине не делают сплошным переднее, рулевое колесо: при повороте парусность будет создавать большое сопротивление. Кроме того, колёса с жёсткими ободьями (к которым относятся как дисковые, так и лопастные и многие спицевые, как правило, с малым числом спиц) имеют повышенный момент инерции, ухудшая динамику велосипеда.

## Обод

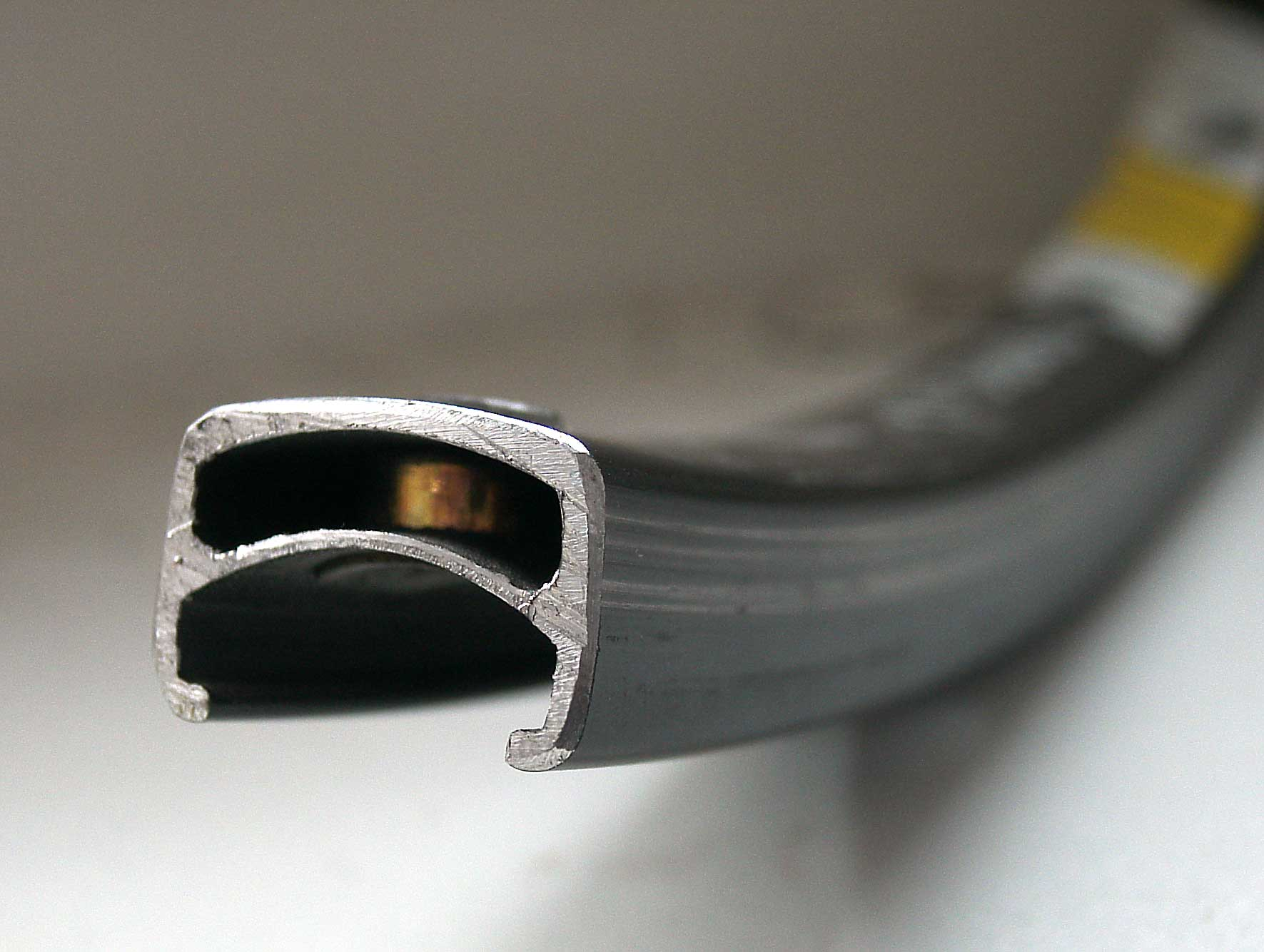
Двойной пистонированный обод

На большинстве велосипедов сейчас устанавливаются коробчатые обода. На шоссейных велосипедах могут устанавливаться обода с более низкими стенками чем у дорожных велосипедов.
Для изготовления колёсных ободов велосипеда используют алюминиевые сплавы, сталь, карбон. Ободы из алюминиего сплава, в сравнении с ободом из нелегированной незакалённой стали, имеют, как правило, большую удельную прочность (на единицу массы) , менее подвержены коррозии и к тому же обеспечивают лучшее торможение в случае использования ободных тормозов.
Обода различаются по:
- размерам (20", 26", 27,5", 28/29");
- количеству спиц;
- наличию или отсутствию тормозных поверхностей для ободных тормозов;
- возможности установки бескамерных покрышек;
- наличию пистонов в отверстиях для спиц.

### Деформации
Трудно переоценить роль колес в велосипеде, ведь именно через них передаётся усилие качения и торможения, статические нагрузки, вызванные массой самого велосипеда и велосипедиста, а также динамические нагрузки от неровностей дороги, прыжков, преодоления препятствий и т. п. Однако вне зависимости от характера нагрузок, большая их часть, так или иначе, воспринимается спицами. В то же время при нагрузках натяжение некоторых спиц падает, что может вызвать их расстройку, а это в свою очередь вызовет деформации обода, которые со временем могут стать весьма заметными, а иногда и опасными, привести к повышенному износу узлов велосипеда и повысить опасность его использования.

## Спицы

Спица велосипедного колеса

Спицы преимущественно производят из стали, реже из титана и алюминия. Спица соединяет втулку колеса с ободом при помощи ниппеля, в который она вкручивается (со стороны обода). Спицы бывают постоянного и переменного сечения.

## Ступица колеса

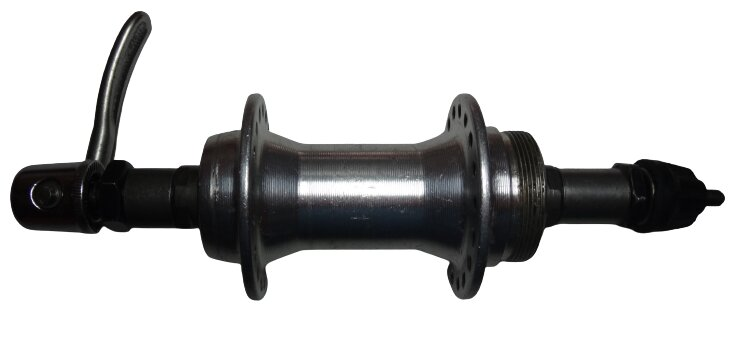
Задняя ступица (втулка) под трещотку

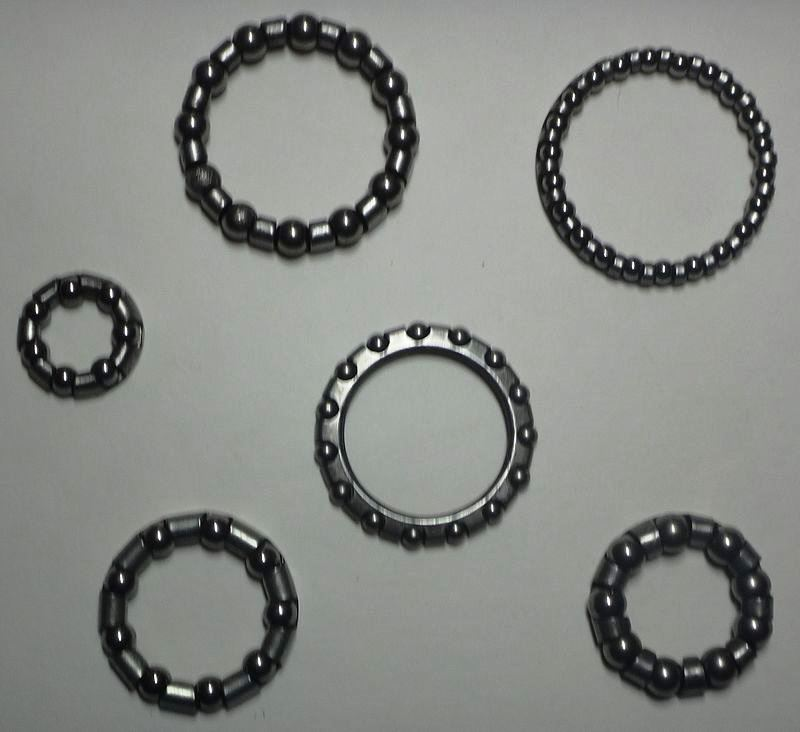
Велоподшипники с сепаратором

Центральной деталью колеса является ступица (жарг. втулка, фрихаб), которая вращается вокруг неподвижной оси на подшипниках. Во втулке часто используются насыпные шарикоподшипники, открытые подшипники с сепаратором, а иногда и подшипники закрытого типа (промышленные подшипники). К втулке крепятся ободья посредством спиц (лопастей, диска). Втулка может содержать в себе тормозной барабан или электрогенератор, иметь крепления для тормозного диска. Задняя втулка дополнительно может содержать в себе планетарную систему переключения передач, либо узел для крепления звёздочки (или «кассеты» звёздочек), обычно с механизмом свободного хода («трещоткой»). Втулки некоторых моделей электровелосипедов объединены с электромотором.

## Шина

Поперечное сечение шины с ободом: 1 — обод; 2 — ободная лента; 3 — тормозная поверхность; 4 — бортовое кольцо; 5 — камера; 6 — покрышка; 7 — протектор

Обычно велосипедные шины накачиваются воздухом, что позволяет регулировать жёсткость шины.

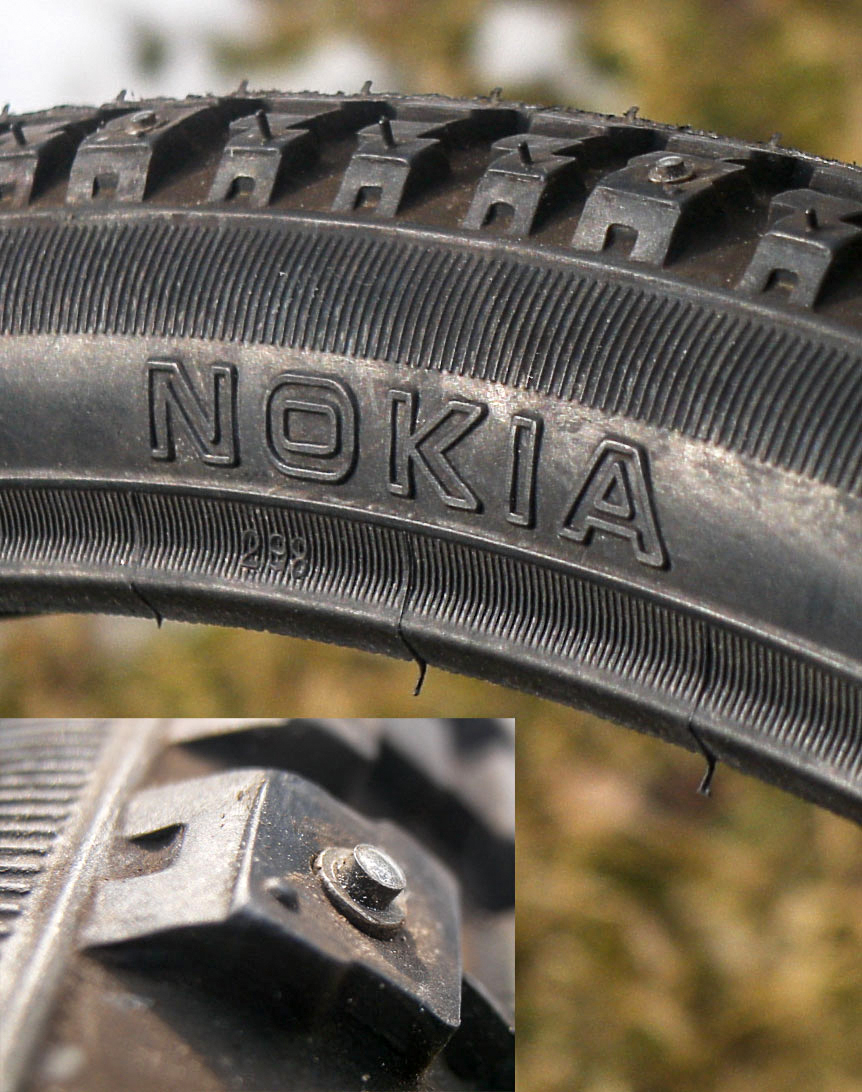
Зимняя покрышка с шипами

Покрышки различаются в основном размерами и рисунком протектора. Размер определяется двумя числами, обозначающими диаметр и ширину покрышки.
Шины горного велосипеда бывают бескамерными — в этом случае воздух в шине удерживается самой покрышкой, герметично прижатой к ободу.
На шоссейных велосипедах могут устанавливаться однотрубки («трубки», «велотрубки»), в которых камера и покрышка представляют собой единое целое. Для шоссейных велосипедов применяются узкие шины (18—27 мм) высокого давления. Рабочее давление клинчерных шин шоссейных велосипедов обычно 8 атм.
На данный момент наиболее часто встречаются покрышки трех посадочных диаметров:
- 26-дюймовые колеса (посадочный диаметр обода 559 мм) — горные велосипеды, городские и прогулочные велосипеды. Самый распространенный размер колес.[3] Постепенно устаревает и переходит в раздел бюджетных велосипедов;
- 27,5-дюймовые колеса (посадочный диаметр обода 584 мм) — новый стандарт для горных велосипедов, активно продвигаемый маркетологами;
- 28-дюймовые колеса (посадочный диаметр обода 622 мм) — гибридные, шоссейные и дорожные велосипеды. Подтипом того же посадочного диаметра являются колеса 29 дюймов «найнеры», получившие широкое распространение для всех дисциплин MTB. От 28-дюймовых отличается покрышками более широкого профиля (2,0—2,6 дюйма)

Камера обычно представляет собой резиновую трубку, замкнутую в кольцо с вмонтированным в неё ниппелем.
Чтобы концы спиц и острые края спицевых отверстий не повреждали камеру, между ободом и камерой прокладывается резиновая или полимерная полоска — ободная лента жарг. флиппер.

## Дисбаланс
Хорошо отрегулированное колесо должно поворачиваться под тяжестью веса ниппеля. Практически на любом колесе существует некоторый дисбаланс, то есть одна часть колеса почти всегда тяжелее другой. На велосипедах дисбаланс не так страшен, как на автомобилях. Регулировка дисбаланса может производиться установкой одного или нескольких катафотов на самые лёгкие части колеса.

## Материалы

### Ободов
- Сталь: самый дешевый (если не используется специальная легированная сталь) и достаточно прочный материал, но тяжелый и подверженный коррозии даже при хромировании.
- Алюминий и его сплавы: наиболее популярный, легкий и дешевый.
- Титан и его сплавы: наиболее дорогой, но прочный и легкий металл.
- Углеволокно (в народе «карбон»): дорогой, прочный и легкий материал. Пригоден только для шоссейных скоростных велосипедов: чувствителен к ударам и высоким контактным напряжениям.

### Колёс

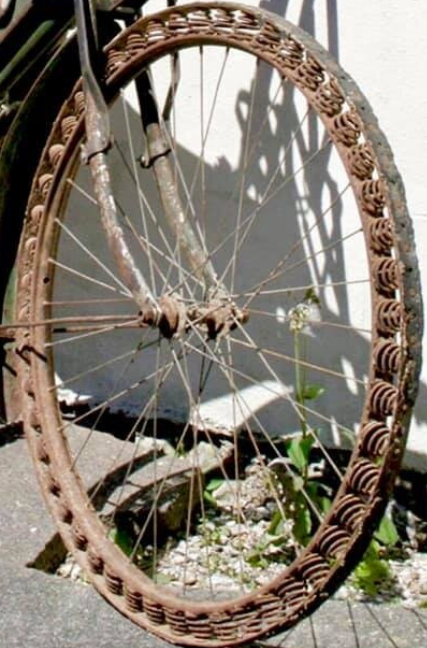
Пружинное колесо

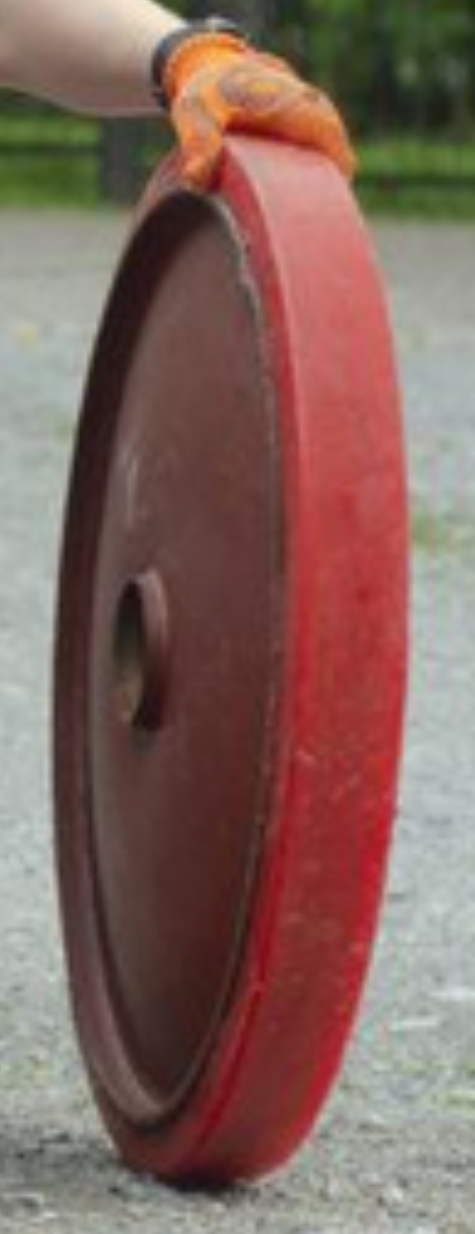
Полиуретановое колесо

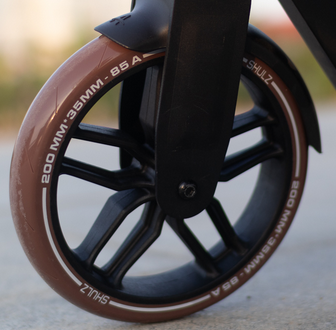
Полиуретановое колесо

- Резина
- Пружина
- Полиуретан